# Publici (tribú)
Publici (en llatí Publicius) va ser tribú de la plebs en data desconeguda. Formava part de la gens Publícia.
Va presentar una llei que establia que determinades ofrenes a la Saturnàlia havien de ser fetes únicament als patrons pels clients que tinguessin les adequades circumstàncies, per evitar així l'obligació pels clients de fer les ofrenes forçosament que s'havia anat imposant en lloc de ser voluntàries com al començament.